# Valhalla Canyon

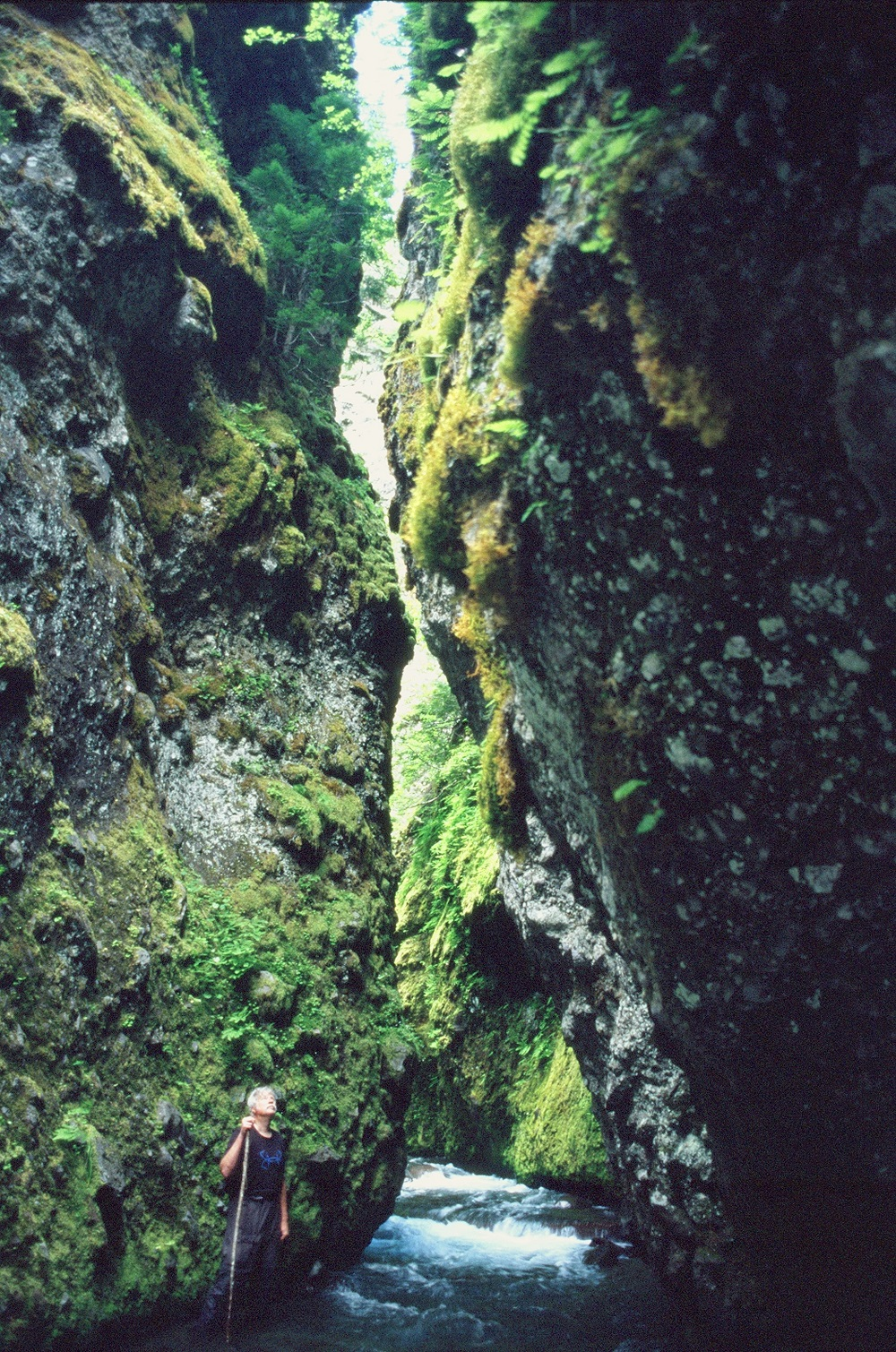

Il Valhalla Canyon è un canyon che si trova nel Grand Teton National Park, nello stato americano del Wyoming.
Il canyon è stato formata da ghiacciai che ritirarono alla fine dell'ultima era glaciale circa 15.000 anni fa, lasciando una valle a forma di U. Il Valhalla Canyon si estende dai fianchi nord-occidentali di Grand Teton e Mount Owen e termina a Cascade Canyon.